# Tirreno–Adriatico
Tirreno–Adriatico (známý také jako „Závod dvou moří“) je jednotýdenní cyklistický etapový závod v Itálii, který se koná každoročně v půlce března. Trasa závodu vede od pobřeží Tyrhénského moře k pobřeží Jaderského moře, proto tedy „Závod dvou moří“. Závod patří do elitního seriálu UCI World Tour a pořádá jej italská společnost RCS Sport. Závodník v čele celkového pořadí vozí modrý trikot. Mnoho cyklistů volí tento závod jako přípravu na monument Milán – San Remo.

## Vítězové
| - 1966 Dino Zandegù - 1967 Franco Bitossi - 1968 Claudio Michelotto - 1969 Carlo Chiappano - 1970 Antoon Houbrechts - 1971 Italo Zilioli - 1972 Roger De Vlaeminck - 1973 Roger De Vlaeminck - 1974 Roger De Vlaeminck - 1975 Roger De Vlaeminck - 1976 Roger De Vlaeminck - 1977 Roger De Vlaeminck - 1978 Giuseppe Saronni - 1979 Knut Knudsen - 1980 Francesco Moser - 1981 Francesco Moser - 1982 Giuseppe Saronni - 1983 Roberto Visentini - 1984 Tommy Prim - 1985 Joop Zoetemelk - 1986 Luciano Rabottini - 1987 Rolf Sørensen - 1988 Erich Mächler - 1989 Tony Rominger - 1990 Tony Rominger - 1991 Herminio Díaz-Zabala - 1992 Rolf Sørensen - 1993 Maurizio Fondriest - 1994 Giorgio Furlan | - 1995 Stefano Colagé - 1996 Francesco Casagrande - 1997 Roberto Petito - 1998 Rolf Järmann - 1999 Michele Bartoli - 2000 Abraham Olano - 2001 Davide Rebellin - 2002 Erik Dekker - 2003 Filippo Pozzato - 2004 Paolo Bettini - 2005 Óscar Freire - 2006 Thomas Dekker - 2007 Andreas Klöden - 2008 Fabian Cancellara - 2009 Michele Scarponi - 2010 Stefano Garzelli - 2011 Richie Porte - 2012 Vincenzo Nibali - 2013 Vincenzo Nibali - 2014 Alberto Contador - 2015 Nairo Quintana - 2016 Greg Van Avermaet - 2017 Nairo Quintana - 2018 Michał Kwiatkowski - 2019 Primož Roglič - 2020 Simon Yates - 2021 Tadej Pogačar - 2022 Tadej Pogačar - 2023 Primož Roglič - 2024 Jonas Vingegaard - 2025 Juan Ayuso |

## Vítězství dle zemí
| Vítězství | Země                                                       |
| --------- | ---------------------------------------------------------- |
| 24        | Itálie                                                     |
| 8         | Belgie                                                     |
| 5         | Španělsko Švýcarsko                                        |
| 4         | Slovinsko                                                  |
| 3         | Dánsko Nizozemsko                                          |
| 2         | Kolumbie                                                   |
| 1         | Austrálie Německo Norsko Polsko Spojené království Švédsko |